# 心室中隔
心室中隔（しんしつちゅうかく、interventricular septum, ventricular septum）は、ヒトの心臓の4つある隔室のうち下部の2つの心室を隔てる頑丈な心筋の壁である。
心室中隔は、背中の方向と、右に傾いている。さらに右心室に凸になっている。その幅は、前室間溝と後室間溝の幅に一致する。

## 構造
- 心筋中隔は、厚い筋肉で心室中隔の多くの部分を占める。
- 膜様部心室中隔 (membranous ventricular septum) は、心室中隔の上部後ろ側で大動脈前庭を右心房の下部と左心室の上部を隔てている。薄く繊維質である。

## 心室中隔の疾患
- 心室中隔欠損 (VSD)